# Mariana Mesa
Mariana Mesa Pineda (1 april 1980) is een voormalig tennisspeelster uit Colombia.
Zij begon op achtjarige leeftijd met het spelen van tennis.
In 2000 kwam zij samen met Fabiola Zuluaga uit op de Olympische zomerspelen op het damesdubbelspeltoernooi.